# Теорема Лиувилля о приближении алгебраических чисел
Теорема Лиувилля о приближении алгебраических чисел — теорема, устанавливающая, что алгебраические иррациональности не могут слишком хорошо приближаться рациональными числами. 
А именно: если {\displaystyle \alpha } — алгебраическое число степени {\displaystyle n>1}, а {\displaystyle p} и {\displaystyle q} — любые целые числа {\displaystyle (q\neq 0)}, то имеет место неравенство
{\displaystyle \left|\alpha -{\frac {p}{q}}\right|>{\frac {C}{q^{n}}}}
где {\displaystyle C} — положительная константа, зависящая только от {\displaystyle \alpha } и выражаемая в явном виде через сопряженные с {\displaystyle \alpha } величины.
С помощью этой теоремы Лиувилль впервые построил примеры трансцендентных чисел. 
Таким числом является, например, число, представляемое рядом с быстро убывающими членами, например
{\displaystyle \xi =\sum _{n=1}^{\infty }{\frac {1}{2^{n!}}}.}

## Обобщения
При {\displaystyle n=2} теорема Лиувилля дает неулучшаемый результат. 
Для {\displaystyle n\geq 3} теорема Лиувилля неоднократно усиливалась.
В 1909 году Туэ установил, что для алгебраических чисел {\displaystyle \alpha } степени {\displaystyle n} и {\displaystyle \nu >{\frac {n}{2}}+1} справедливо неравенство
{\displaystyle \left|\alpha -{\frac {p}{q}}\right|>{\frac {C}{q^{\nu }}}}    (*)
Зигель улучшил результат Туэ, показав, что последнее неравенство выполняется при
{\displaystyle \nu >\min _{s=\{1,\;2,\;\ldots ,\;n-1\}}\left({\frac {n}{s+1}}+s\right)}, где {\displaystyle s} — целое,
в частности, при {\displaystyle \nu >2{\sqrt {n}}}. 
Позже Ф. Дайсон доказал справедливость этого неравенства при {\displaystyle \nu >{\sqrt {2n}}}. Наконец, К. Рот установил, что неравенство (*) справедливо при любом {\displaystyle \nu >2}. 
Результат К. Рота является наилучшим в своем роде, так как любое иррациональное число {\displaystyle \xi }, алгебраическое или нет, имеет бесконечно много рациональных приближений {\displaystyle p/q}, удовлетворяющих неравенству
{\displaystyle \left|\xi -{\frac {p}{q}}\right|<{\frac {1}{q^{2}}}}.
Все указанные выше усиления теоремы Лиувилля имеют один существенный недостаток — они неэффективны, а именно: методы их доказательства не позволяют установить, каким образом постоянная {\displaystyle C=C(\alpha ,\;\nu )} в неравенстве зависит от величин {\displaystyle \alpha } и {\displaystyle \nu }.